# Daily News Building
O Daily News Building, às vezes chamado de The News Building, é um arranha-céu localizado no 220 E 42nd Street, entre a Segunda e Terceira avenidas, no bairro Turtle Bay, em Midtown Manhattan, Nova York. O edifício tem 36 andares.
Construído entre os anos de 1929 e 1930, o prédio foi sede do jornal New York Daily News até 1995. O lobby do prédio inclui um teto de vidro preto, sob o qual está o maior globo terrestre do mundo. Ele foi feito pelo jornal Daily News como uma exposição permanente de ciências educacionais.

## Marco nacional
O Daily News Building foi designado um marco da cidade de Nova York em 1981 e seu interior em 1998. Tornou-se um Marco Histórico Nacional em 1989 e é agora propriedade do SL Verde Realty Corp.

## Galeria

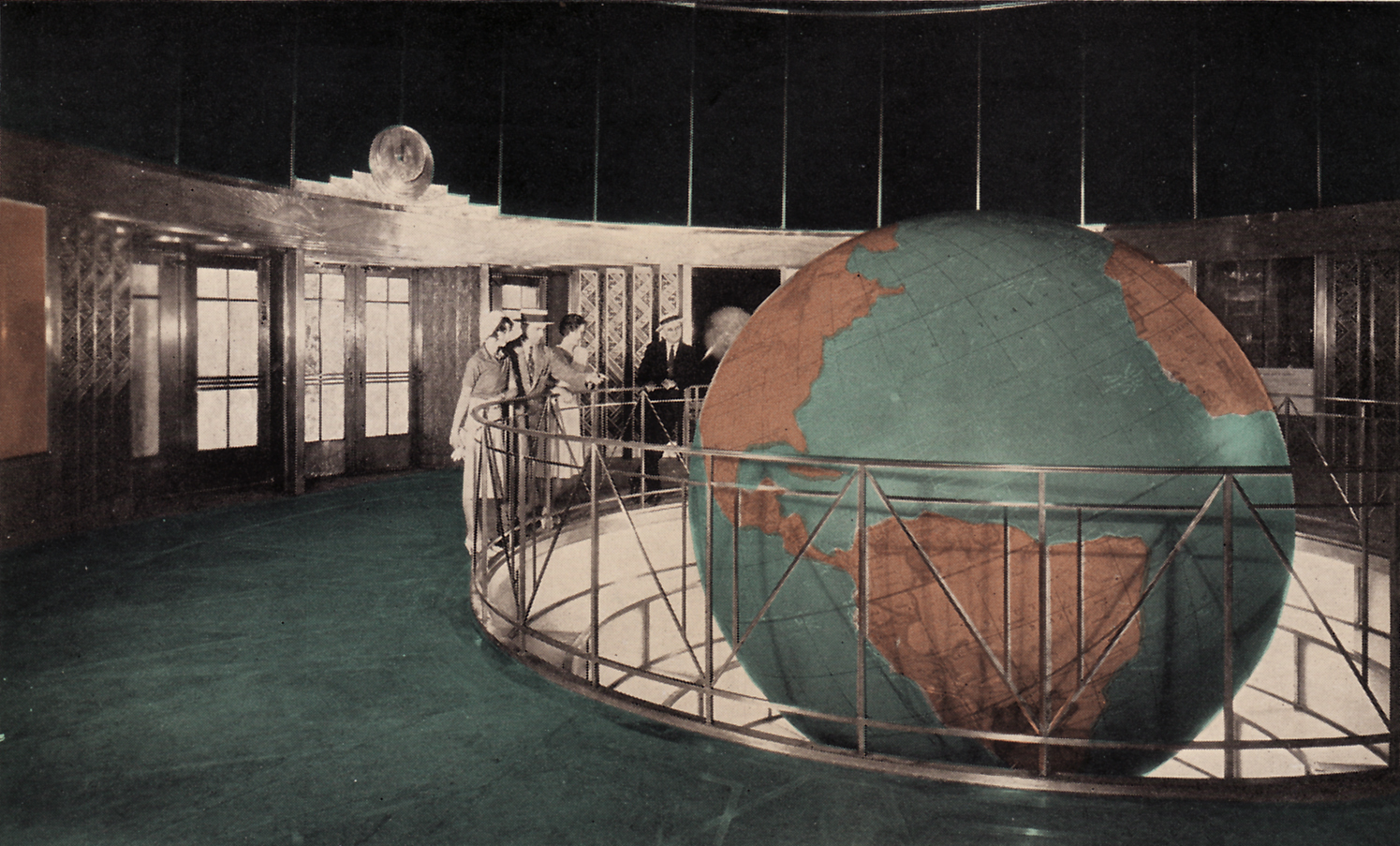
O lobby do The News Building, por volta de 1941
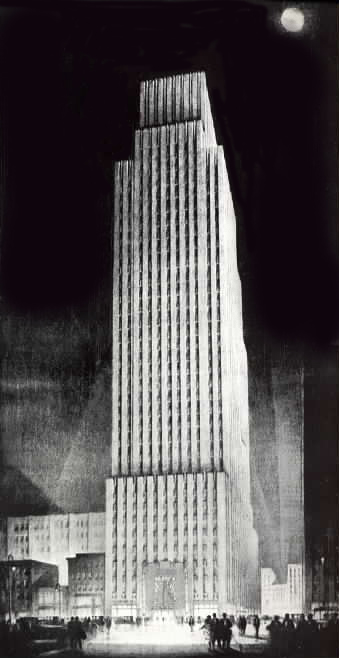
Edifício Daily News, representado por Hugh Ferriss
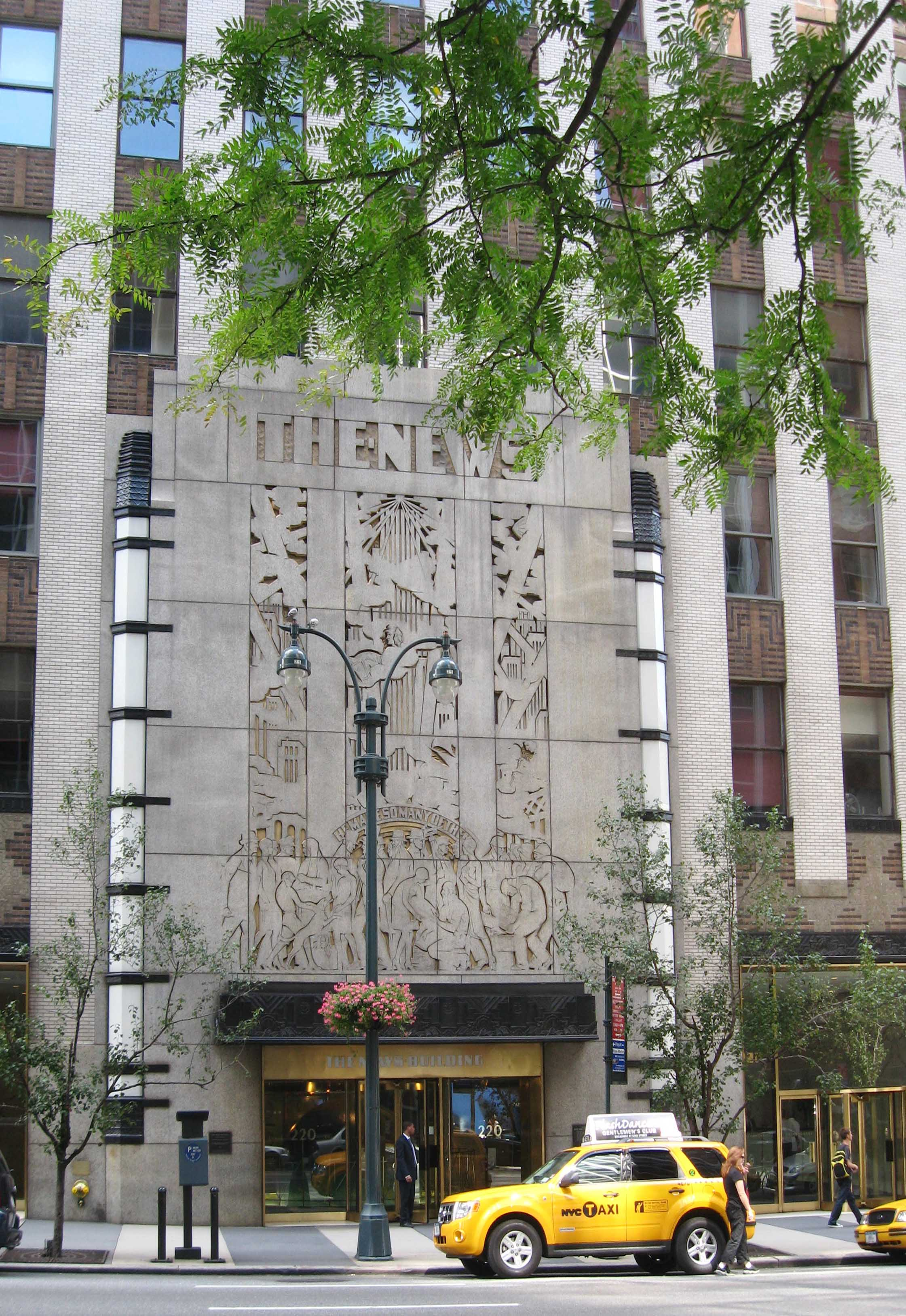
Entrada principal em 2008

## Na cultura popular

#### Cinema
- 1978 - The News Building foi o usado como sede do jornal ficcional Planeta Diário, que era o prédio onde o Superman trabalha como jornalista Clark Kent. O prédio em si foi usado para filmar cenas interiores e exteriores no filme Superman.